# Delia Gaze
Delia Dorothy Gaze (geboren im März 1951) ist eine britische Kunsthistorikerin.

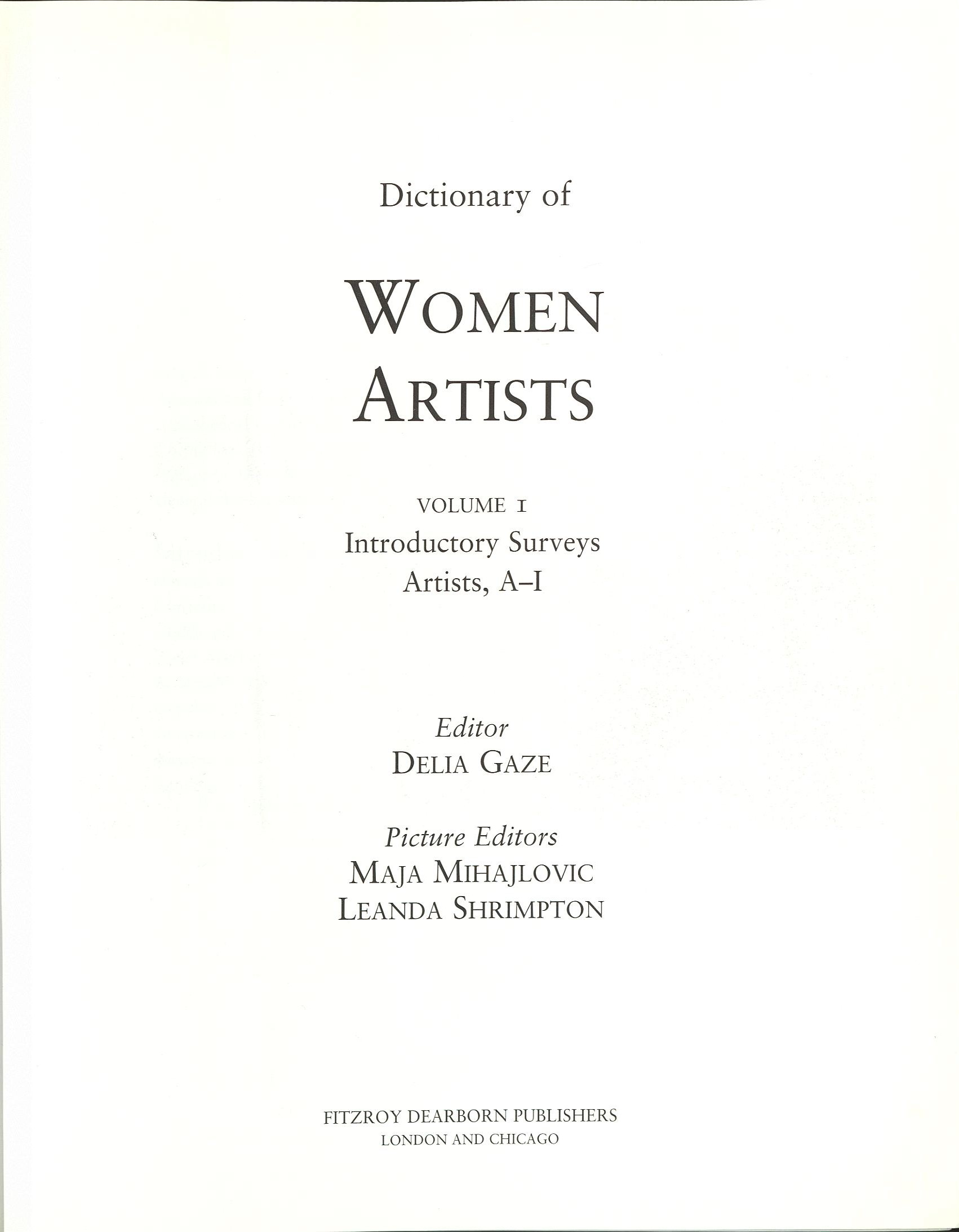
Women Artists (1997)

## Leben
Delia Dorothy Gaze studierte Kunstgeschichte und arbeitet seither freiberuflich. Sie war für eine Zeit Geschäftsführerin der „Catholic Writers' Guild of England and Wales“. Im Jahr 2017 wurde sie Fellow der Society of Antiquaries of London.   
Gaze gab 1997 ein „Dictionary of Women Artists“ heraus mit Einträgen zu 550 Malerinnen, Bildhauerinnen, Photographinnen und anderen Künstlerinnen der bildenden Kunst. Die Kurzbiografien werden ergänzt durch thematische Essays über die Rolle von Frauen in der westlichen Kunst seit dem Mittelalter. Gaze schrieb auch Beiträge für das Oxford Dictionary of National Biography. 

## Schriften (Auswahl)
- (Hrsg.): Dictionary of Women Artists. London, Chicago : Fitzroy Dearborn, 1997
- Robin Cormack, Bettina-Martine Wolter, Delia Gaze: The Art of Holy Russia: Icons from Moscow, 1400–1660. London: Royal Academy of Arts, 1998
- (Hrsg.): Concise Dictionary of Women Artists. New York: Routledge, 2011